# Văn Tiến
Văn Tiến là một xã thuộc huyện Yên Lạc, tỉnh Vĩnh Phúc, Việt Nam.
Xã có diện tích 4,8 km², dân số năm 1999 là 5.317 người, mật độ dân số đạt 1.108 người/km².